# کیم وون هی
کیم وون هی (کره‌ای: 김원희؛ زادهٔ ۹ ژوئن ۱۹۷۲) مجری تلویزیونی و بازیگر اهل کره جنوبی است. او حرفهٔ خود را به عنوان بازیگر آغاز کرد و در درام‌های کره‌ای همچون ملکه (۱۹۹۹)، دخترِ دزد (۲۰۰۰) و عشق به معجزه نیاز دارد (۲۰۰۵) ایفای نقش کرد.
کیم وون هی در سال‌های اخیر بیشتر به عنوان مجری تاک شوها و ورایتی شوها فعال است و از جمله کارهای او می‌توان به مجری‌گری برنامه Come to Play برای هشت سال در کنار یو جه سوک اشاره کرد.